# Aeroporto Internacional de Beirute
O Aeroporto Internacional de Beirute - Rafic Hariri - está localizado a 9 km do centro de Beirute, capital do Líbano. É o único aeroporto comercial do país.